# Koninkrijk Castilië
Het koninkrijk Castilië was een van de middeleeuwse koninkrijken van het Iberisch Schiereiland. Het evolueerde naar een politieke autonome entiteit in de 9e eeuw. Eerst was het een vazalstaat van het koninkrijk León. De naam stamt af van de kastelen die er in de regio gebouwd werden. Het is een voorloper van het huidige koninkrijk Spanje. Historici nemen aan dat hier de wieg van de Europese parlementaire democratie stond.

## Chronologie machthebbers & oorlogen

### Markgraafschap (ca. 850–1038)
Nadat het koninkrijk Asturië er in de 8e eeuw in geslaagd was de Moren te beletten Noord-Iberië te veroveren en bovendien enige gebieden wist te hernemen, begonnen zich binnen het vorstendom aparte streken te vormen: het noordelijke kerngebied Asturië, het westelijke Galicië, het zuidelijke León en ten oosten en zuidoosten daarvan een nieuw op de Moren gewonnen grensgebied, aanvankelijk als oostmark (marca oriantal), met vele kastelen (castelli) om het te verdedigen: "Castilië". 
Dit land werd bestuurd door een graaf die resideerde in Burgos en in dienst stond van de koning van Asturië, dat later León werd. De oudst bekende graaf is Ferdinand Aznárez, die in 899 graaf van Burgos wordt genoemd en in 909 graaf van Castilië. Zijn zoon Ferdinand González (r. 930-970) breidde de macht van Castilië uit tot de Atlantische kust, verwierf feitelijke onafhankelijkheid van León en bedreigde Navarra (Pamplona). 
Van 1029 tot 1035 was Castilië een deel van Navarra, maar in 1035 maakte Ferdinand de Grote zich los Navarra, veroverde in 1037 León-Galicië en liet zich op 22 juni 1038 tot koning van León kronen. Daarmee werd hij ook van graaf tot koning van Castilië verheven, maar "koning van León" bleef zijn belangrijkste titel.

### Koninkrijk (1038–1230)
Ferdinand de Grote versloeg in 1054 Navarra en maakte het tot een vazalstaat, veroverde in 1064 Coimbra op de Moren, bracht de Moorse koning van Toledo een nederlaag toe en maakte zowel hem als de vorsten van Zaragoza en Badajoz schatplichtig. Met zijn dood in 1065 werd het rijk onder zijn drie zonen verdeeld in Castilië (Sancho II), León (Alfons VI) en Galicië (García I), maar de broers streden onderling totdat in 1072 Sancho het rijk herenigde, maar vermoord werd en opgevolgd door Alfons. Koning Alfons breidde het Castiliaanse rijk uit met de voormalige Visigotische hoofdstad Toledo (1085), Guadalajara, Madrid en Talavera; het nieuwe gebied werd "Nieuw-Castilië" genoemd, door de Sierra de Guadarrama van noordelijke "Oud-Castilië" gescheiden. Spoedig daarna vielen de fanatiek-islamitische Almoraviden vanuit Noord-Afrika al-Andalus binnen en versloegen Alfons bij Sagrajas (1086); de rivier de Taag bleef voorlopig de zuidgrens van Castilië. In 1087 werd Toledo de nieuwe hoofdstad.
In 1212 vond de Slag bij Las Navas de Tolosa plaats; hierbij versloeg een coalitie van christelijke vorstendommen (Castilië, Aragón, Portugal, Navarra), enkele geestelijke ridderorden en de Almohaden. Dit luidde de volgende fase in van de Reconquista. Ten slotte werden in 1230 de koninkrijken Castilië en León verenigd in de Kroon van Castilië.

## Maatschappij, economie en cultuur
Na de verwoesting van de stad Léon omstreeks 987 door Almanzor werd de stad herbouwd en opnieuw bevolkt door Alfonso V. Hij vaardigde in 1017 een handvest uit waarmee hij regels gaf voor het economische leven en de markten, die door een eigen korps werden gehandhaafd. Dat maakte het aantrekkelijk in de stad te wonen en te werken.

### Wieg parlementaire democratie
In 1188 werd in het koninkrijk het eerste parlement in de Europese geschiedenis gehuisvest, de regels hiervoor waren gegeven in verschillende verordeningen van koning Alfonso IX (1188-1230). Hij zette een model op voor regering en bestuur middels besluitvorming door vertegenwoordigers van de Spaanse middeleeuwse instituten, het volk, de adel, de kerk en de koning. Voor het eerst werd het vaste regel, dat burgers uit de plaatsen en steden vertegenwoordigers kozen die deelnamen aan de besluitvorming. Ook werden regels uitgevaardigd ter bescherming van grondrechten van alle inwoners van het land, van koning tot meest eenvoudige burger. Het belang van de koning lag er in, de steden na veroveringen en moord door Islamitische heersers, opnieuw te bevolken. Naar de zienswijze van vooraanstaand professor politicologie John Keane, staat in het koninkrijk de wieg van de Europese parlementaire democratie en de burgerrechten. In Duitsland verscheen het burgerdom voor het eerst in de besluitvormende vergadering in 1232, in Engeland in 1265 en in Frankrijk in 1302. Het Decreet van León is opgenomen in het UNESCO register "Geschiedenis van de Wereld" in 2013.